# Temporada 1970-71 de los Chicago Bulls
La temporada 1970-71 fue la quinta de los Chicago Bulls en la NBA. La temporada regular acabaron con 51 victorias y 31 derrotas, ocupando la tercera posición de la Conferencia Oeste, clasificándose para los playoffs, en los que cayeron en semifinales de conferencia ante Los Angeles Lakers.

## Elecciones en elDraft
| Ronda | Puesto | Jugador        | Posición | Nacionalidad   | Universidad      |
| ----- | ------ | -------------- | -------- | -------------- | ---------------- |
| 1     | 11     | Jimmy Collins  | Escolta  | Estados Unidos | New Mexico State |
| 2     | 28     | Paul Ruffner   | Pívot    | Estados Unidos | BYU              |
| 3     | 79     | George Johnson | Pívot    | Estados Unidos | Dillard*         |

## Temporada regular
| División Medio Oeste | División Medio Oeste | División Medio Oeste | División Medio Oeste | División Medio Oeste | División Medio Oeste | División Medio Oeste | División Medio Oeste | División Medio Oeste |
| Equipo               | G                    | P                    | %                    | PD                   | Casa                 | Fuera                | Neutral              | Div                  |
| -------------------- | -------------------- | -------------------- | -------------------- | -------------------- | -------------------- | -------------------- | -------------------- | -------------------- |
| y-Milwaukee Bucks    | 66                   | 16                   | .805                 | –                    | 34–2                 | 28–13                | 4–1                  | 14–4                 |
| x-Chicago Bulls      | 51                   | 31                   | .622                 | 15                   | 30–11                | 17–19                | 4–1                  | 7–11                 |
| Phoenix Suns         | 48                   | 34                   | .585                 | 18                   | 27–14                | 19–20                | 2–0                  | 9–9                  |
| Detroit Pistons      | 45                   | 37                   | .549                 | 21                   | 24–17                | 20–19                | 1–1                  | 6–12                 |

## Playoffs

### Semifinales de Conferencia
Los Angeles Lakers vs. Chicago Bulls 
| Fecha       | Partido                                   | Ciudad      |
| ----------- | ----------------------------------------- | ----------- |
| 24 de marzo | Los Angeles Lakers 100, Chicago Bulls 99  | Los Ángeles |
| 26 de marzo | Los Angeles Lakers 105, Chicago Bulls 95  | Los Ángeles |
| 28 de marzo | Chicago Bulls 106, Los Angeles Lakers 98  | Chicago     |
| 30 de marzo | Chicago Bulls 112, Los Angeles Lakers 102 | Chicago     |
| 1 de abril  | Los Angeles Lakers 115, Chicago Bulls 89  | Los Ángeles |
| 4 de abril  | Chicago Bulls 113, Los Angeles Lakers 99  | Chicago     |
| 6 de abril  | Los Angeles Lakers 109, Chicago Bulls 98  | Los Ángeles |
|             | Los Angeles Lakers gana las series 4-3    |             |

## Estadísticas
| Rk | Jugador        | Edad | P  | PT | MP   | TC  | TCI  | %TC  | TL  | TLI | %TL  | RB   | AS  | FP  | PTS  |
| -- | -------------- | ---- | -- | -- | ---- | --- | ---- | ---- | --- | --- | ---- | ---- | --- | --- | ---- |
| 1  | Bob Love       | 28   | 81 |    | 43.0 | 9.4 | 21.1 | .447 | 6.3 | 7.6 | .829 | 8.5  | 2.3 | 3.2 | 25.2 |
| 2  | Jerry Sloan    | 28   | 80 |    | 39.3 | 7.4 | 16.8 | .441 | 3.5 | 4.9 | .715 | 8.8  | 3.5 | 3.6 | 18.3 |
| 3  | Chet Walker    | 30   | 81 |    | 36.1 | 8.0 | 17.3 | .465 | 5.9 | 6.9 | .859 | 7.3  | 2.2 | 2.3 | 22.0 |
| 4  | Tom Boerwinkle | 25   | 82 |    | 28.9 | 4.4 | 9.0  | .485 | 2.0 | 2.8 | .724 | 13.8 | 4.8 | 3.4 | 10.8 |
| 5  | Matt Guokas    | 26   | 78 |    | 28.3 | 2.6 | 5.4  | .493 | 1.3 | 1.8 | .732 | 2.0  | 4.4 | 2.4 | 6.6  |
| 6  | Bob Weiss      | 28   | 82 |    | 27.3 | 3.4 | 8.0  | .422 | 2.8 | 3.3 | .840 | 2.3  | 4.7 | 2.6 | 9.5  |
| 7  | Jim Fox        | 27   | 82 |    | 19.9 | 3.4 | 7.5  | .458 | 2.9 | 3.9 | .745 | 7.3  | 2.4 | 2.6 | 9.7  |
| 8  | Jim King       | 29   | 55 |    | 11.7 | 1.8 | 4.1  | .439 | 1.2 | 1.4 | .810 | 1.2  | 1.4 | 1.0 | 4.8  |
| 9  | Shaler Halimon | 25   | 2  |    | 11.5 | 0.5 | 4.0  | .125 | 0.0 | 0.5 | .000 | 1.0  | 2.0 | 2.5 | 1.0  |
| 10 | Johnny Baum    | 24   | 62 |    | 8.8  | 2.0 | 4.7  | .420 | 0.6 | 0.9 | .690 | 2.0  | 0.5 | 0.9 | 4.6  |
| 11 | Jimmy Collins  | 24   | 55 |    | 8.7  | 1.7 | 3.9  | .430 | 0.6 | 0.8 | .778 | 1.0  | 1.1 | 0.8 | 4.0  |
| 12 | Paul Ruffner   | 22   | 10 |    | 6.0  | 1.5 | 3.5  | .429 | 0.4 | 0.8 | .500 | 1.6  | 0.2 | 1.0 | 3.4  |
| 13 | A.W. Holt      | 24   | 6  |    | 2.3  | 0.2 | 1.3  | .125 | 0.3 | 0.5 | .667 | 0.7  | 0.0 | 0.2 | 0.7  |

## Galardones y récords
| Jugador     | Galardón                               |
| Bob Love    | 2.º Mejor quinteto de la NBA All-Star  |
| Jerry Sloan | 2.º Mejor quinteto defensivo de la NBA |
| Chet Walker | All-Star                               |
| Dick Motta  | Entrenador del Año de la NBA           |